# Mark Dvoretski
Mark Izráilevich Dvoretski (en ruso: Марк Изра́илевич Дворе́цкий; Moscú, 9 de diciembre de 1947-26 de septiembre de 2016) fue un jugador, entrenador y escritor de ajedrez ruso que obtuvo el título de Maestro Internacional en 1975.

## Biografía
Después de terminar sus estudios de Matemáticas y Economía en 1972, Dvoretski se centró en la carrera de entrenador de ajedrez y, entre otras cosas, trabajó para la escuela de ajedrez de Mijaíl Botvínnik. Como jugador de ajedrez, Dvoretski consiguió una serie de éxitos notables: en 1973 ganó el Campeonato de Moscú y en 1974 terminó quinto en el Campeonato de la Unión Soviética jugado en Leningrado. Un año más tarde, en 1975, ganó el Torneo Wijk aan Zee B. Pero pronto decidió centrar su carrera como entrenador de ajedrez.
Dvoretski entrenó a muchos jugadores fuertes como Valeri Chéjov, Nana Alexandria, Sergéi Dolmatov, Alekséi Dréyev y Artur Yusúpov. Otros jugadores que, ocasionalmente, entrenaron con él fueron Gary Kasparov, Viswanathan Anand, Veselin Topalov, Yevgueni Baréyev, Victor Bologan y Loek van Wely, entre muchos. Fue también un prolífico autor de libros de enseñanza del ajedrez, algunos de ellos escritos conjuntamente con Yusúpov, entre los que se encuentra la serie Dvoretsky School, originalmente escrita en inglés:
- Dvoretski, Mark (1991). Secrets of Chess Training (en inglés). B T Batsford Ltd, London. ISBN 0-7134-6287-6.
- — (1992). Secrets of Chess Tactics (en inglés). B T Batsford Ltd, London.
- —Mark Dvoretski; Artur Yusúpov (1993). Training for the Tournament Player (en inglés). B T Batsford Ltd, London. ISBN 0-7134-7238-3.
- —; — (1994). Opening Preparation (en inglés). B T Batsford Ltd, London. ISBN 0-7134-7509-9.
- —; — (1995). Technique for the Tournament Player (en inglés). B T Batsford Ltd, London. ISBN 0-7134-7722-9.
- —; — (1996). Positional Play (en inglés). B T Batsford Ltd, London. ISBN 0-7134-7879-9.
- —; — (1998). Attack and Defence: how creative thought develops in a chessplayer (en inglés). B T Batsford Ltd, London. ISBN 0-7134-8214-1.